# カノッサの屈辱 (テレビ番組)
『カノッサの屈辱』（カノッサのくつじょく）は、1990年4月9日から1991年3月25日までフジテレビの深夜帯（JOCX-TV2）で放送されていた、ホイチョイプロダクションが企画した教養風バラエティ番組。経済情報番組の要素もあった。
本放送終了後に数回特別版が放送されている。

## 概要

### 番組概要
現代日本の消費文化史を歴史上の出来事に（しばしばやや強引に）なぞらえて解釈し、あたかも教育番組の様な体裁を取って紹介（講義）する。案内人は仲谷昇が“教授”（レギュラー放送時）として登場する。仲谷教授の「やぁ皆さん、私の研究室へようこそ」は冒頭の決まり文句となっている。大学の講堂で講義が終了するところや、人ごみの中から始まることもある。終わりには「これで、一通り、○○（その日の講義テーマ）の歴史がお分かりいただけたかと思います」と「では、今日はこの辺で…。また来週、この時間にこの研究室でお待ちしております…」とあいさつをして締める。
番組タイトルの由来は、1077年に起こった、時の教皇と皇帝の対立から生じたことで知られる西洋史上の重要事件「カノッサの屈辱」から。ただし、番組内容との深い関わりや意味はない。
番組内で取り上げられるものは歴史上の著名な人物や出来事にちなんだ名称で登場し、解説の際に使用される図版なども歴史資料風にアレンジされたものである。構成の小山薫堂によると、『未来への遺産』（NHK総合テレビジョン）の構成をパロディ化したものであるという。ただしNHKにないCMが入るにあたって、中CM前後に当該回テーマに関連する「基礎力を確かめよう」という簡易的な出題と解答がブルーバックでなされた。
深夜番組でありながら当時の若者に好評のうちに受け入れられ、1990年代前半のフジテレビの深夜番組黄金期を作り出した『JOCX-TV2』から続く一連の深夜枠で放送された個性的な番組群の中においてその頂点の1つに数えられる存在である。
フジテレビでは、番組の特番等による休止も多かった（番組では仲谷が「来週は休講と致します」というような表現で案内することが多かった）。したがって、製作のフジテレビよりかなり遅く始まったテープネット局の中には、9か月くらいで放送を終了した局もある。

### マーケティング三部作・第二部
本番組が放送されていた枠（フジテレビ・月曜日深夜帯）ではホイチョイプロダクション製作の情報番組として、本番組の他に『マーケティング天国」『TVブックメーカー』という番組も放送された。「マーケティング天国」では現在を、本番組では過去を、『TVブックメーカー』では未来をマーケティングするというコンセプトがありこの3番組を「マーケティング三部作」と呼ぶ事もある。
『TVブックメーカー』は本番組の放送終了後に後番組として開始されたもので、本番組内で賭けるお金の単位を「カノッサの屈辱」に因んで「カノッサ」とした（なお、仲谷はこの『TVブックメーカー』のオーナーという設定になっている）。また当番組ではナレーションを務めた牧原俊幸は『TVブックメーカー』ではアシスタント、さらに1992年度後期に放送されたマーケティング3部作からスピンオフされた『5年後』では「1997年のフリーアナウンサー」と称して進行役を担当した。

### 後続への影響
本番組と同時期の1990年代に放送されていたバラエティ番組『ウッチャンナンチャンのやるならやらねば!』では、「加納さんの屈辱」というコーナーコントを行っていた。教授役は「若仲谷昇」（わかなかや のぼる）名義で内村光良が演じ、若仲谷教授の講義の邪魔をする中年の男「加納さん」を南原清隆が演じた。また、南原は「加納さん」名義でCDシングル『加納さんのいいんじゃないッスか』という歌をリリースした。
本番組の形式を模しての演出が行われることも多く、以下に一例を示す。
- 『プロ野球ニュース』 - 1990年12月にシーズン回顧コーナーにおいて。教授役は同番組キャスターの福井謙二アナウンサーが務めた。
- 『ラブコンプレックス』 - 第6回にてエピソードの説明に。
- 『ARIA The ORIGINATION』 - DVD第4巻（Navigation.4）に映像特典「ネオ・ヴェネチアの屈辱」として物語背景説明に。
- 水樹奈々『S.C NANA NETファンクラブイベント8』 - VTR企画『水樹奈々史 テルミドールの反動「深愛に生きたクレオパトラ奈々世 Presereved革命」』として水樹の半生や林原めぐみの台頭からキング・アミューズメント・クリエイティブ本部発足までのキングレコードを中心とした声優音楽の歴史を「水樹・クレオパトラ・奈々世」の半生と称して世界史風に紹介し、水樹の所属するKING AMUSEMENT CREATIVEの歌手や水樹と関係の深い歌手・音楽関係者も世界史の人物になぞらえて登場した。教授役はKATSU（angela）、ナレーターは水樹と同じくシグマ・セブン所属の大熊英司（本番組レギュラー放送時はテレビ朝日のアナウンサー）が担当。映像作品「NANA ACOUSTIC ONLINE」にて特典映像として再編集されたディレクターズカット版が収録された。

また歴史研究の体裁を取る教養風バラエティ番組『ジョージ・ポットマンの平成史』（テレビ東京）は、本番組が『未来への遺産』をパロディ化したのと同様に『映像の世紀』をパロディ化し、さらに架空の教授などを設定している点も共通している。

## 番組終了後

### カノッサの屈辱展
番組の放送終了後、池袋西武百貨店のロフトフォーラムにおいて「カノッサの屈辱」展が行われた。エントランスには仲谷教授の胸像が置かれ、番組で使用されたフェイクイラストレーション等が展示されていた。また、番組中で出題された「基礎力をたしかめよう」の全問題が配布された。

### 特別版
前述した通り、放送終了後も持続する番組の人気を受け、何度か特別編が放送されている。特別版では数名が仲谷教授を補佐する形や、後任教授となる形を取った。
- 2000年12月30日深夜 - 特別編1放送。
- 2007年2月6日深夜 - 特別編2放送。
- 2008年10月16日深夜 - 特別編3放送。
- 2009年12月14日深夜 - 特別編4放送。

#### 20世紀最終講義
2000年12月31日0:30 - 5:00（12月30日24:30-29:00）に、20世紀に活躍した人々を特集し「20世紀最終講義」という名目で復活した（当時は「一度だけ」の復活とアピールされていた）。これは「20世紀最後の日に20世紀中にやり残したことを最後に完遂させたい研究を披露したいこと」（仲谷談）と、『TVブックメーカー』の最後のベティングが「ディズニーランドで投票できる20世紀最大の功労者は?」というものであったため（但し後にこの投票自体が中止）、その回答という裏コンセプトもあった。
仲谷教授も出演したが冒頭と最後のみ（エンディングで「21世紀にこの研究室でお会いしましょう…」と述べていたが、これが結果的に最期の講義出演であった）で、全体の進行として助手の西岡徳馬が出演。実際の講義内容はフジテレビ深夜番組全史であり、当時の番組に出演していたタレントたちの懐かしい姿が映し出されていた（レギュラー放送に比べてVTRの比率がかなり多かった）。
この講義では「新宿区河田町・大エイト帝国遺跡から歴史的な発見があった」との説明があるが、これは制作局のフジテレビが1997年3月まで使用していた新宿区河田町の旧社屋の事で、同地からお台場に移転するにあたって、放送ライブラリーの整理を行ったことに由来する。
講義は4時間半を6パートに分け、最初に1991年3月に行われた仲谷の引退記念講義として行ったテレビ総論を一部再編集したものを放送したのち、西岡による講義に移り、『やっぱり猫が好き』に出演した室井滋、もたいまさこ、小林聡美の3人が友情出演し、今回の講義用に特に撮り下ろした新作を生放送した。その他放送された番組に『冗談画報』から爆笑問題、WAHAHA本舗が出演した回、『オールナイトフジ』の抜粋、『とぶくすり』の抜粋、『奇妙な出来事』から「笑いの天才」、『TVブックメーカー』の1991年9月9・16日放送分「水戸黄門の由美かおるは何時に入浴するか」のベッティング（賭け）の模様と、その答え合わせ、『カルトQ』の1992年6月15日放送分「ファミリーレストラン」をテーマに出題した回の抜粋、『たほいや』の抜粋などである。

#### カノッサの屈辱2007 バブルへGO!! SP
2007年2月6日 25:08 - 25:59に、『カノッサの屈辱2007 バブルへGO!! SP』として21世紀初の復活を果たした（当時は「一夜限り」の復活とアピールされていた）。2006年秋に急逝した仲谷“教授”に替って講義をするのは、本番組のサブタイトルにも冠されている映画『バブルへGO!! タイムマシンはドラム式』（ホイチョイプロダクション製作）に出演した縁で就任した伊武雅刀“教授”（彼には、『白い巨塔』などで既に教授役の経験もある）。その講義内容は「携帯電話の歴史」と題し、自動車電話の時代から「ナポレ孫=正パルト」の登場（ソフトバンクの携帯電話事業参入）までを網羅したものであった。

#### カノッサ秋の特別講習 タイヤ幕藩体制と海外列強の展開
2008年10月16日 25:15 - 25:45に、フジテレビ系にて放映。“教授”役の人物などは一切登場せず、牧原のナレーションのみであった。ブリヂストンの歴史を中心にタイヤ古代史（1965 - 1970年）、タイヤ中世（1970 - 1981年）、タイヤ近世（1983 - 1987年）に分けて進行された。また、BSフジでも放送された。余談だが、番組タイトルが「カノッサの屈辱」ではない。

#### カノッサの屈辱 冬の特別講習〜ゲームの歴史〜 ゲーム宗教改革と民衆の勃興
2009年12月14日 25:25 - 25:55に、フジテレビで放映。前回と同様“教授”役の人物などは一切登場せず、牧原のナレーションのみであった。神聖ニンテンドーマ帝国（任天堂）と大映像帝国（ソニー）のゲーム開発史を中心に進行された。番組ラストは発売間近の『ファイナルファンタジーXIII』の宣伝で締められている。地域によって続けて同作品の宣伝を兼ねたゲームセンターCX地上波特別版が放映された。

## キャスト
- 歴史学者：仲谷昇（ - 2000年版）、伊武雅刀（2007年版）
- 助手：西岡徳馬（2000年版）
- 語り：牧原俊幸（当時フジテレビアナウンサー）
- 基礎力を確かめよう、ワンポイントLesson：本間淳子（当時フジテレビアナウンサー）

## 番組スタッフ
- 構成：小山薫堂、坂内宏、山田美保子、田中経一
- 脚色：平岡秀章、永麻実、川井凡、永弘道、相谷庸介
- 音効：角千明（プロジェクト80）
- ＴＫ：水野久美
- スタジオ照明：春日叔之（彩光）
- 美術制作：山田茂夫、内藤佳奈子
- デザイン：雫石洋治
- 美術進行：中本友恒
- 撮影：大里安雄、野々村政行
- 編集：薗部健（TDKコア）
- グラフィックデザイン（フェイクイラストレーション）：対比地一正、森恒二、下村哲也、岩佐敏行、阿部依久子（H&Bプランニング）、三橋いずみ、篠崎雅浩（テレサイト）
- スタイリスト：波多野としこ
- 題字：下村哲也
- 協力：東洋大学、建設省国土地理院
- アシスタントディレクター：熊谷美保、小松美栄子、中平達将、荒松歩
- ディレクター：豊沢隆治、市島晃生、石川のりひさ、馬場一彦
- 演出：田中経一、杉本達、橋本寿史
- プロデューサー:古賀憲一、桜井郁子、加藤裕子、麻生華子、宇和川隆
- チーフプロデューサー：松尾利彦
- ゼネラルプロデューサー：横澤彪
- 企画：ホイチョイ・プロダクションズ（〜2007年版・企画原案）、金光修、石山辰吾、熊谷剛（2008年版・2009年版）
- 制作：日本テレワーク（〜2007年版）、Windiie（2008年版・2009年版）、フジテレビ

## 関連書籍
- 『カノッサの屈辱』1991年7月26日、フジテレビ出版（発行）・扶桑社（発売）、ISBN 4594007244
- 『カノッサの屈辱 復刻版』2004年8月3日、フジテレビ出版（発行）・扶桑社（発売）、ISBN 4594047661

## ビデオ
- vol.1 『ホテル四大文明の謎／縄文・弥生 女子大生装飾の謎』1991年2月21日、ポニーキャニオン（発売）
- vol.2 『律令ディスコ国家の成立と文化 前編／後編』1991年2月21日、ポニーキャニオン（発売）
- vol.3 『女性・旅行力学 時間と空間をこえて／デート歴史 デート産業革命』1991年6月21日、ポニーキャニオン（発売）

## テーマ曲
- 服部克久『夕陽』 - 演奏・ロンドン交響楽団

※服部のアルバム「音楽畑5〜QUATRE SAISON〜」（ワーナーミュージック、WPCL-539、1998年11月26日発売）に収録

## 講義一覧
| 回数 | 放送日          | タイトル                                      | 備考 |
| ---- | --------------- | --------------------------------------------- | --- |
| 1    | 1990年 4月9日   | ホテル四大文明の謎                            | ★ |
| 2    | 4月16日         | アイスクリームルネッサンス史                  | ★ |
| 3    | 4月30日         | ニューミュージックと西太后の時代              | ニューミュージック史がテーマであるものの、主にユーミン西太后の足跡を軸とした。 |
| 4    | 5月7日          | デパート大航海時代                            | 西武百貨店（パルコ含む）や東急（東急百貨店・東急ハンズ）・三越・伊勢丹・髙島屋など東京都心の百貨店が多数登場するが、そごうや小田急百貨店・京王百貨店などは登場しない。また当時西友・西武等の一プライベートブランドだった無印良品のシンプルなデザインながら品質を重視した商品というコンセプトを「一体なんの意味があるのか」と酷評した。 |
| 5    | 5月21日         | 律令ディスコ国家の成立と文化                  | 前編 |
| 6    | 5月28日         | 律令ディスコ国家の成立と文化                  | 後編 |
| 7    | 6月4日          | 近世ハンバーガー革命史                        | 当時の主要なファストフードチェーン（ロッテリア・ファーストキッチン等）がマクドナルド王朝を筆頭とする政党に扮する形で登場する。ダイエー系列ではウェンディーズが登場したが、ドムドムハンバーガーは出現しなかった。 |
| 8    | 6月11日         | 幕末ビール維新                                | キリンビールを麦府（幕府）に例え、他のビールメーカー(藩)に仕える志士の中で落合信彦左衛門の奮戦を軸とした。 |
| 9    | 6月18日         | 古代エーゲ海 アイドル帝国の興亡               | 番組で取り上げられたのは女性アイドルの歴史で、男性アイドル史に関しては教授が「このテーマに触れるには未熟だ。」と弁解した。 |
| 10   | 7月2日          | 縄文・弥生 女子大生装飾の謎                   | |
| 11   | 7月9日          | グルメ近代日本の成立と挫折                    | |
| 12   | 7月16日         | 健康ドリンク百年戦争の起因と拡大              | |
| 13   | 7月23日         | インスタントラーメン 帝国主義国家の宣戦       | |
| 14   | 7月30日         | 古代シャンプー王朝の黎明とヘアニズム世界      | |
| 15   | 8月6日          | TVドラマ東西ローマ帝国の零落と復権            | 研究カテゴリを「時代劇」「刑事ドラマ」「ホーム・青春・トレンディドラマ」の三つに分類し、三番目の歴史のみを紹介した。 |
| 16   | 8月20日         | 関ヶ原ビデオ合戦史                            | |
| 17   | 8月27日         | 車三国志 領域拡大への道                       | |
| 18   | 9月3日          | チョコレート源平の対立と国風文化              | |
| 19   | 9月10日         | コミック新大陸の発見と争奪                    | |
| 20   | 9月17日         | 戦乱の世 お笑い武将の萌芽と栄華               | 「8時だョ!全員集合」と「オレたちひょうきん族」という土曜夜8時のテレビを席巻した二大お笑い番組の激突を中心に描いている。★ |
| 21   | 9月24日         | 期末試験                                      | ★ |
| 22   | 10月8日         | デート資本主義の構造                          | |
| 23   | 10月15日        | 大和化粧品国家の成長と里程                    | |
| 24   | 10月22日        | クイズ番組史観 永遠の真理を求めて             | クイズ番組の司会者を思想家に例え、その歴史を紹介。 |
| 25   | 10月29日        | コーヒー革命史 市民権拡大への道程             | インスタントコーヒー大陸、レギュラーコーヒー大陸、缶コーヒー大陸を紹介★ |
| 26   | 11月5日         | 女性・旅行力学 時間と空間をこえて             | |
| 27   | 11月12日        | 狩猟から稲作へ 原始オーディオ文化の黎明       | |
| 28   | 11月19日        | のど飴積分法 未知数の謎を解く                 | |
| 29   | 11月26日        | 第一回実力テスト                              | |
| 30   | 12月3日         | 古代オリエント 歯みがき文明の継承と発展       | |
| 31   | 12月10日        | クリスマス化学史 元素記号Hの発見              | |
| 32   | 1991年 1月7日   | アイスクリームルネッサンス史（再講義）        | |
| 33   | 1月14日         | ゲーム産業革命 西洋文化の普及と東洋文化の動揺 | |
| 34   | 1月21日         | 幕藩・酒場改革史 婦女子の流入と台頭           | |
| 35   | 1月28日         | お風呂戦国時代 下克上から娘封建社会へ         | |
| 36   | 2月4日          | スキー植民活動と名誉革命                      | ★ |
| 37   | 2月11日         | 結婚電気学 Iと抵抗の仮説                      | ★ |
| 38   | 2月18日         | 第1回集中講義 テレビ史                        | |
| 39   | 2月25日         | 第2回集中講義 食物史                          | |
| 40   | 3月4日          | 第3回集中講義 機械商品史                      | 平均出席率 6.7%を記録（過去最高） |
| 41   | 3月18日         | 卒業試験                                      | |
| 42   | 3月25日         | 卒業記念特別講義 テレビ全史                   | 1時間の拡大放送 |
| SP1  | 2000年 12月30日 | 20世紀最終講義                                | [ 5 ] |
| SP2  | 2007年 2月6日   | 携帯電話の歴史                                | NTT→NTTドコモ・au・ツーカー・ソフトバンクを仮想の国家に見立てた描写で進行。 |
| SP3  | 2008年 10月16日 | タイヤ幕藩体制と海外列強の展開                | |
| SP4  | 2009年 12月14日 | ゲーム宗教改革と民衆の勃興                    | 「登龍門」枠内で放送 |

（備考の★はフジテレビONEにおいて、権利上の理由で再放送されなかった回）

## 番組で使われた通称名

### アイスクリーム・ルネッサンス史（p.10 - 17）
- スエンセンズの戦い - アイスクリームメーカー「SWENSEN'S」の競争参入）
- ソフィスト派、ストア派 - 高級アイスクリームか店頭販売の市販アイスクリームかの選択
- ペコ女王（不二家）
- チャールストンカフェ家
- ホブソンズ宮殿
1980年代、東京のホブソンズ西麻布店には客の行列が連日のように出来ていたが、店の広さが二坪しかなかったため番組では「ホブソンズの二坪疑惑」とも呼んでいた。また客の間には「行列の先にはトレンドの免罪符がある」と言う意識があるとも解説していた。

### 幕末ビール維新（p.18 - 25）
- 落合信彦左衛門 - （「アサヒスーパードライ」のCM出演が元ネタ。）
- 生類（なまるい）憐れみの令
ラガービールを推し進めていたキリンビールが、1979年、他社に合わせるように生ビール発売に踏み切ったことを表現。
- 価格改正のお触書 - 1984年に大瓶1本の価格を285円から310円に値上げしたこと。
- 麦府 - （麒麟麦酒）
- 缶軍 - （缶ビール）
- 生樽戦争
1983年、アサヒビールによる「アサヒミニ樽」の発売開始。上野公園の花見客らをターゲットにしていたことからこう表現。
- 黒船来襲 - （ハイネケン、ミラー、バドワイザー、クローネンブルグ等の輸入ビールの参入）
- 学姓一揆 - （学生による一気飲み文化）
- 生麦事件 - （モルツ発売、山本浩二の「私はドライではありません」のCM）
- ペンギン兵 - （サントリーの缶ビール、パピプペンギンズのCM）
  - ペンギンによるファンシーの逆襲

### ニューミュージックとユーミン西太后の時代（p.26 - 27）
- ユーミン西太后 - （松任谷由実）
- みゆき東太后 - （中島みゆき）

### クリスマス科学史 元素記号Hの発見（p.28 - 29）
- オヤジの改宗
- ティファニー捕囚

### インスタントラーメン帝国主義国家の宣戦（p.30 - 37）
- 日清帝国 - （日清食品）
- 東洋ビスマルチャン帝国 - （東洋水産＝マルちゃん）
- 明星帝国 - （明星食品）
- サンヨー帝国 - （サンヨー食品）
- 光栄ある孤立 -（日清食品が世界初のカップ麺を開発）
- 定刻主義 -（インスタントラーメンは3分待たなくてはならない）
- 日明(にちみん)戦争 -（日清食品と明星食品のカップ麺を巡る争い）
- カップヌードル艦隊、スーパーカップ艦隊、明星クイックワン艦隊
- アインスタントシュタイン -（カップメンのお湯をかけて待つ時間の相対製麺理論を説く）
番組では、このうちスーパーカップ艦隊司令官のカザマ・モリオ（風間杜夫）が、スーパーカップの1.5倍の価値を高めるために、配下の者たちに「グラッチェ、グラッチェ」と言わせていた（「グラッチェの相乗効果」当時のスーパーカップのテレビCMが元ネタ。）と解説。

### 健康ドリンク百年戦争の起因の拡大（p.38 - 45）
- ジャンヌ・山田ルク - （山田邦子、当時の「ファイブミニ」のCMキャラクター。）
- コン1世 - （大村崑、かの「オロナミンC」のCMキャラクター。）
- リゲイン・牛若丸三郎太王 - （時任三郎、当時の「リゲイン」のCMキャラクター。）
- ユンケル黄帝タモレオン - （タモリ、当時の「ユンケル黄帝液」のCMキャラクター。）
- ヤクルトおばさん民族
- オオツカ民族 - （大塚製薬）
- コカ・ローマ帝国 - （コカ・コーラ）
- 三共和国 - （三共）
- 大正民族(王国) - （大正製薬、「リポビタンD」の歴代のCM出演者をまとめてこう表現していた。）
- コカ・オオツカ百円戦争
オロナミンCにリアルゴールド、ポカリスエットにアクエリアスと対抗商品をぶつけて売り出したこと。

### 古代エーゲ海アイドル帝国の滅亡
- ハギモトの決議 - （「スター誕生!」の司会者。）
- モモエサンダー大王
- 松田クレオパトラ聖子
- おニャン子民族
- アルキモト康メデス - おニャン子民族の仕掛け人と紹介された。

### 女性・旅行力学 時間と空間をとらえて（p.48 - 49）
- 真赤な月曜日事件
土曜日・日曜日に外国に出掛け、月曜日の朝に真っ赤な顔をして帰って来る当時のOLたちの様子を表現。
- アルキダメデスの法則
外国では元気に歩き回っていても、帰国して成田空港に着いたらいきなり歩かなくなるという女性たちをこう表した。

### 近代ハンバーガー革命史（p.50 - 57）
- マクドカルタ - （マクドナルドのオペレーションマニュアル）
- ロッテルミドールの反動
ロッテリアのエビバーガー発売から始まった“ハンバーガー民主化運動”
- ロッテリア党の7月革命  （1987年7月のロッテリア・サンパチトリオ発売）
- マクドナルドの名誉革命 （1988年のマクドナルド・サブロクセット発売）
- モスの囲い込み運動
- ハジメ・ド・ハナ - （ハナ肇）…「ファーストキッチン党活動家」。「ファーストキッチン」のテレビCMに出演していたのが元ネタ。
- カーネル・サンダース提督

### お風呂戦国時代 下剋上から娘封建社会（p.62 - 69）
- 花織田氏 - （花王）
- 資斎堂氏 -（資生堂）
- 津室町幕府 - （ツムラ）
- 風呂桶狭間の合戦
- 顔流篠（かおながしの）の合戦 - （花織田氏×資斎堂の戦い）
- 姉皮の合戦
- 濁り湯の合戦 -（津室町幕府×花織田氏の戦い）
花織田氏（花王）が女子に対して「肌への効能」を説き続けた「花織田氏の娘好み」
- 南蛮渡来 - 高句麗ニーク（クリニーク）、百済ンス（クラランス）、新羅ンコム（ランコム）の外国化粧品メーカーの参入

### 狩猟から稲作へ 原始オーディオ文化の黎明（p.70 - 77）
- 長岡京 - （ナガオカ＝かつてのレコード針生産メーカー）
- 飛鳥えす文化 - （レンタルレコード店の増加。飛鳥文化と「明日返す（あすかえす）」とを掛け合わせた語）
- 大宝〜ん律令 （市街地での大音量を規制する条例。大宝律令と「大ホーン」とを掛け合わせた語）
- 校倉造り - （大きくて重いアンプやチューナ、デッキ等を幾重にも積み重ねていく、1960年代のオーディオ文化）
- 和同なつ開珎（古代の通貨である「和同開珎」と、レコードの「ドーナツ盤」を掛け合わせた語）
- 恋の水色化現象（男女で聞く音楽としてポール・モーリアなどの流行）
- かせっ都（ウォークマンの流行）
- 釈迦釈迦三尊（しゃかしゃかさんぞん）（ウォークマンの音漏れを払い清めるため法隆寺に建立したとされる）
- 貧窮問答歌人
山上小椋佳（やまのうえのおぐらけい）、谷村新司、南こうせつ、さだまさし。1970年代に長岡京で広く支持されたとされる4人。
- 四歌仙
かせっ都を代表するとされる4人。山ノ下の達郎（山下達郎）、松任谷由実、大瀧詠一、サザンオールスターズ。

### 結婚電気学 I と抵抗の仮説（p.78 - 79）
- 吉田屋の変 -（吉田拓郎の曲『結婚しようよ』によるもの）

### チョコレート源平の対立と国風文化（p.82 - 89）
- 明氏 - （明治製菓）…第18回
- 平清ジュリ（たいらのきよじゅり） - （沢田研二、かの「明治チョコレート」のCMに出演していたのが元ネタ。）
- 森永観音
- 不二原家の弥勒菩薩像
- 鳥獣コアラマーチ戯画
- 舌（たん）の裏の戦い
ロッテ「V.I.P.」と明治製菓「フレッシュ」の両高級チョコレートによる、舌触りの良さをかけた争い。
- M&M'sの来襲

### 古代オリエント歯磨き文明の継承と発展（p.90 - 97）
- ハミガキ大陸
- 花（はな）王国 - （花王）
- ライオン王国 -（ライオン）
- サンスター王国 -（サンスター）
- ゾロサンスター教 -（サンスター）
- ツタンカートチャン - （加藤茶）…第30回
- 口中海文明
- ハンナラビ法典（ハンムラビ法典の一節「歯には歯を」を「歯には歯磨きを」と比喩した）
- 歯みがけよアビバノンノ（加藤茶が、ライオンのバックアップを受けた毎週土曜夜8時台に伝授していたことから）
- 線民思想（アクアフレッシュの発売）
- ロゼッタ歯石(ストーン)
- ショッカライロネイアの戦い -（ライオン「薬用ハイザルツ塩つぶ」、サンスター「つぶつぶ塩」など塩入り歯磨きを巡る争い）
（※以上は、本番組初の書籍『カノッサの屈辱』（1991年7月26日、フジテレビ出版・扶桑社）に記載されたものによる。）

### 戦乱の世 お笑い武将の萌芽と栄華
- やまだ阿国（やまだのおくに） - （山田邦子）[9]
- 今川萩本 - （萩本欽一）[9]。
- 上杉謙紳助 - （島田紳助）[9]
- 織タケシ信長 - （ビートたけし）[9]
- 独眼竜タモリ[9]
- 凡智光秀 - （ぼんちおさむ）

### 車三国志 領域拡大への道
- 諸葛久米（しょかつくうめい） - （久米豊=元日産自動車社長）[9]
- 本田曹操一郎 - （本田宗一郎=本田技研工業創業者）[9]

### クイズ番組史観 永遠の真理を求めて
- 泉タレー助 - （泉大助）…『ズバリ!当てましょう』の思想家（司会）
- イトシ・コイシ - （夢路いとし・喜味こいし）…『がっちり買いまショウ』の思想家(司会)。
- ソ久米ラテス・ヒロシ - （久米宏）…クイズ番組史に大きな礎を築いた『ぴったしカンカン』の思想家(司会)。
- モンテス巨泉 - （大橋巨泉）…『クイズダービー』『世界まるごとHOWマッチ』の思想家(司会)。
- フクトメス・アクイナス - （福留功男）…『アメリカ横断ウルトラクイズ』の思想家(司会)。
- フランシスズキ・ベーコン - （鈴木健二）…『クイズ面白ゼミナール』の思想家(司会)。
- イツミ・マサルトル - （逸見政孝）…『クイズ世界はSHOW by ショーバイ!!』の思想家(司会)。

### コーヒー革命史 市民権獲得への道程
- ネッスブルボン王朝 - （ネスレ日本）…インスタントコーヒーの礎を築いた国
- AGF王国 - （味の素ゼネラルフーヅ）
- UCC Kingdom（ウエシマ王国） - （UCC上島珈琲）
- UCC王国領 - 缶コーヒー大陸の中心
- ジョージア（コカ・コーラ領） - （コカ・コーラボトラーズジャパン）
- ルドルフ殿下
- アーストリア王国 - （片岡物産）
- キリンジャイブ州 - （キリンビバレッジ）
- サントリーウエスト州 - （サントリー食品インターナショナル）
- ジョーアサヒ州 - （アサヒ飲料）

### 卒業記念特別講義 テレビ全史
- NHK教皇庁[10]
- 大英ト帝国 - （フジテレビ=チャンネルナンバーの“8”に由来）[10]
- シャボン朝ペルシャ - （日本テレビ=シャボン玉ホリデーに由来）[10][11]
- ドリフランク王国 - （TBS=8時だョ!全員集合に由来）[10][11]
- イスパニアサヒ王国 - （テレビ朝日）[10][11]
- テレ東（ひがし）ゴート王国 - （テレビ東京）[10][11]
- ギャグ年戦争 - （1980年代の土曜夜8時の視聴率争い）[10]

## ネット局

### レギュラー版
| 放送対象地域   | 放送局                                     | 系列                                         | 放送日時                                          | ネット状況     | 備考                                               |
| -------------- | ------------------------------------------ | -------------------------------------------- | ------------------------------------------------- | -------------- | -------------------------------------------------- |
| 関東広域圏     | フジテレビ（CX）                           | フジテレビ系列                               | 火曜（月曜深夜）0:40 - 1:10                       | 制作局         |                                                    |
| 北海道         | 北海道文化放送（uhb）                      | フジテレビ系列                               | 金曜（木曜深夜）0:40 - 1:10                       | 時差ネット     |                                                    |
| 岩手県         | 岩手めんこいテレビ（mit）                  | フジテレビ系列                               | 日曜 15:00 - 15:30 → 木曜（水曜深夜） 0:30 - 1:00 | 遅れ時差ネット | 1991年4月 開局時から。 1991年10月から 放送時間変更 |
| 宮城県         | 仙台放送（OX）                             | フジテレビ系列                               | 木曜（水曜深夜）1:10 - 1:40                       | 時差ネット     |                                                    |
| 秋田県         | 秋田テレビ（AKT）                          | フジテレビ系列                               | 日曜 23:00 - 23:30                                | 時差ネット     |                                                    |
| 福島県         | 福島テレビ（FTV）                          | フジテレビ系列                               | 水曜（火曜深夜）1:00 - 1:30                       | 時差ネット     |                                                    |
| 静岡県         | テレビ静岡（SUT）                          | フジテレビ系列                               | 火曜（月曜深夜）0:40 - 1:10                       | 時差ネット     |                                                    |
| 富山県         | 富山テレビ（T34）                          | フジテレビ系列                               | 水曜（火曜深夜）0:35 - 1:05                       | 時差ネット     |                                                    |
| 石川県         | 石川テレビ（ITC）                          | フジテレビ系列                               | 金曜（木曜深夜）0:35 - 1:05                       | 時差ネット     |                                                    |
| 福井県         | 福井テレビ（FTB）                          | フジテレビ系列                               | 土曜 17:30 - 18:00                                | 遅れ時差ネット | 1991年11月時点                                     |
| 中京広域圏     | 東海テレビ（THK）                          | フジテレビ系列                               | 火曜（月曜深夜）2:40 - 3:10                       | 時差ネット     |                                                    |
| 島根県・鳥取県 | 山陰中央テレビ（TSK）                      | フジテレビ系列                               | 土曜（金曜深夜）1:15 - 1:45                       | 時差ネット     |                                                    |
| 岡山県・香川県 | 岡山放送（OHK）                            | フジテレビ系列                               | 水曜（火曜深夜）1:30 - 2:00                       | 時差ネット     |                                                    |
| 広島県         | テレビ新広島（tss）                        | フジテレビ系列                               | 火曜（月曜深夜）0:55 - 1:25                       | 時差ネット     |                                                    |
| 福岡県         | テレビ西日本（TNC）                        | フジテレビ系列                               | 火曜（月曜深夜）1:40 - 2:10                       | 時差ネット     |                                                    |
| 佐賀県         | サガテレビ（STS）                          | フジテレビ系列                               | 水曜（火曜深夜）0:35 - 1:05                       | 時差ネット     |                                                    |
| 熊本県         | テレビ熊本（TKU）                          | フジテレビ系列                               | 土曜（金曜深夜）1:15 - 1:45                       | 時差ネット     |                                                    |
| 長崎県         | テレビ長崎（KTN）                          | フジテレビ系列                               | 水曜（火曜深夜）0:45 - 1:15                       | 遅れ時差ネット | 1991年4月から                                      |
| 大分県         | テレビ大分（TOS）                          | フジテレビ系列 日本テレビ系列 テレビ朝日系列 | 日曜（土曜深夜）0:00 - 0:30                       | 遅れ時差ネット | 1991年4月6日から                                   |
| 宮崎県         | テレビ宮崎（UMK）                          | フジテレビ系列 日本テレビ系列 テレビ朝日系列 | 水曜（火曜深夜）1:00 - 1:30                       | 遅れ時差ネット |                                                    |
| 青森県         | 青森放送（RAB）                            | 日本テレビ系列                               | 土曜 14:00 - 14:30                                | 遅れ時差ネット |                                                    |
| 京都府         | 京都放送（KBS京都、 当正式名称は近畿放送） | 独立局                                       | 木曜 20:55 - 21:25                                |                |                                                    |
| 兵庫県         | サンテレビジョン（SUN）                    | 独立局                                       | 火曜22:00 - 22:30                                 |                |                                                    |